# Chlorosea
Chlorosea là một chi bướm đêm thuộc họ Geometridae.

## Các loài
- Chlorosea banksaria Sperry, 1944
- Chlorosea margaretaria Sperry, 1944
- Chlorosea nevadaria Packard, 1874
- Chlorosea roseitacta Prout, 1912